# Homologia molecular
L'homologia molecular, també coneguda com el modelatge comparatiu de proteïnes, es basa en la construcció d'un model tridimensional d'una proteïna diana a partir de la seva seqüència amino-acídica. Aquesta construcció es realitza mitjançant un conjunt de proteïnes que presentin una identitat en la seqüència primària major d'un 20% com per exemple, proteïnes homòlogues o que pertanyin a la mateixa família.
Proteïnes relacionades evolutivament tenen seqüències de nucleòtids similars mentre que les proteïnes homòlogues tenen estructura tridimensionals semblants tot i tenir un percentatge d'identitat baix. D'aquesta manera, s'ha demostrat que l'estructura tridimensional està més conservada del que un es pot esperar en alinear les seqüències d'aminoàcids.
En els mètodes d'homologia molecular, primerament s'ha de realitzar un alineament de la seqüència diana amb les seqüències plantilles, és a dir, aquelles que farem servir com a motlle. Si existeix una similitud en les seqüències nucleòtides, les estructures serà semblant.
La qualitat del model que estem construint dependrà, bàsicament, de l'alineament múltiple de seqüències que realitzem. Si en aquest alineament tenim forats (a causa d'insercions o delecions) que no aconseguim modelar amb cap altra proteïna plantilla, aquesta part tindrà molt poca resolució i serà de baixa fidelitat. Per tant, a menys identitat disposem (més forats tinguem a l'alineament múltiple), la qualitat del model serà pitjor. Per aquest motiu, s'ha preestablert que els models creats a partir d'alineament de seqüències que disposen un 70% d'identitat seran vàlids si el RMSD (que és la desviació de l'arrel quadràtica mitja) entre els Cα de les proteïnes oscil·li entre l'1 i 2 Å; per alineament de seqüències que tenen un 25% d'identitat, entre 2 i 4 Å. Les regions llaç de les proteïnes corresponen a ser les més variables d'aquesta i, per tant, les que contenen més errors.